# Cierges-sous-Montfaucon
 Cierges-sous-Montfaucon  là một xã thuộc tỉnh Meuse trong vùng Grand Est đông nam nước Pháp. Xã này nằm ở khu vực có độ cao trung bình 217 mét trên mực nước biển.